# James P. Geelan
James Patrick Geelan (* 11. August 1901 in New Haven, Connecticut; † 10. August 1982 ebenda) war ein US-amerikanischer Politiker. Zwischen 1945 und 1947 vertrat er den dritten Wahlbezirk des Bundesstaates Connecticut im US-Repräsentantenhaus.

## Werdegang
James Geelan besuchte die öffentlichen Schulen seiner Heimat und danach bis 1922 das St. Anthony’s College in San Antonio (Texas). Zwischen 1922 und 1941 war er im Zigarrengeschäft tätig. Politisch wurde er Mitglied der Demokratischen Partei. In den Jahren 1939, 1941 und 1943 wurde er in den Senat von Connecticut gewählt; von 1941 bis 1943 war er bei der Verwaltung des städtischen Gerichts von New Haven angestellt. Im Jahr 1942 fungierte Geelan auch als Vizepräsident des Arbeitsausschusses von New Haven (Central Labor Council). Seit 1943 war er in der Versicherungsbranche tätig.
Bei den Kongresswahlen des Jahres 1944 wurde Geelan im dritten Distrikt von Connecticut in das US-Repräsentantenhaus in Washington, D.C. gewählt. Dort trat er am 3. Januar 1945 die Nachfolge des Republikaners Ranulf Compton an, den er bei der Wahl geschlagen hatte. Da er seinerseits bei den Wahlen des Jahres 1946 dem Republikaner Ellsworth Foote unterlag, konnte er bis zum 3. Januar 1947 nur eine Legislaturperiode im Kongress absolvieren.
Nach dem Ende seiner Zeit im US-Repräsentantenhaus nahm Geelan seine frühere Tätigkeit wieder auf. Im Jahr 1972 zog er sich in den Ruhestand zurück. James Geelan starb am 10. August 1982, am Vorabend seines 81. Geburtstages, in New Haven.